# Милош Петровић (композитор)
Милош Петровић (Земун, 18. октобар 1952 — Београд, 13. новембар 2010) био је српски пијаниста, композитор, универзитетски професор и књижевник. Био је редовни професор на Факултету музичке уметности у Београду, где је предавао чембало и камерну музику и солиста на чембалу у неколико оркестара и анасамбала у Србији. Компоновао је велики број дела класичне, камерне, солистичке, оркестарске, џез и електоракустичне музике. Дело Милоша Петровића извршило је велики утицај на развој музике надахнуте музичком баштином Балкана.

## Музичко образовање
Дипломирао је клавир на Факултету музичке уметности у Београду 1974. Специјализовао је чембало на музичким академијама у Прагу, Гранади и Вилекрозу и магистрирао 1988. године.

## Музичка каријера
Године 1977, са басистом Радетом Булатовићем - Чејом, основао је групу Interaction, која је радила до 1980. године. Три године касније, њих двојица, са Ненадом Јелићем оснивају групу Jazzy, којој се ускоро прикључују и Јован Маљоковић и Мирослав Карловић. Први албум ова група снимила је 1983. за ПГП-РТБ и били су усмерени на акустичарски џез. Убрзо се окрећу електронском, фузијском џезу, али са елементима балканског фолклора. Интересовања Петровића ишла су и у другим правцима, па је од 1982. до 1985. био и члан рок групе Џакарта. Средином осамдесетих година, Милош Петровић и Војин Драшкоци оснивају групу Катамаран. Чланови овог бенда били су и Душан Богдановић и перкусиониста Вељко Николић - Папа Ник. 1989. године као трио Jazzy Милош Петровић, Михаило Миша Блам и Ненад Јелић, објављују албум „Историја Византије“, чиме је започет циклус албума под овим називом. Деведесетих година Петровић предводио је 
Levantine Jazz Trio. Следе пројекти са Марковић-Петровић South Quartet-ом и дуетом Levantines, а затим и са триом (а по потреби и квартетом) Јерусалим. Крајем деведесетих година, Петровић је био и члан бенда Бокија Милошевића. Са студентима Факултета музичких уметности у Београду иницира оснивање састава Balkan Music Club, а 1996. године учествовао је у пројекту „Октоих“. 
Као чембалиста наступао је као солиста камерних оркестара Душан Сковран и Про музика, Војвођанске филхармоније и Симфонијског оркестра Радио телевизије Београд.
Компоновао је две камерне опере - „Дерлад“ (1971) и „Михаило из Пећи“ (2001).

## Књижевни рад
Користећи различите стилове изражавања (музику и писану реч), Милош Петровић је покушао да успостави корелацију између њих, у једној идеји. Оно што повезује његов музички и књижевни рад, свакако је звучни и историјски простор једног поднебља. Објавио је романе „Житије Мардарија монаха“ (1993) и „Михаило из Пећи“ (2002) и збирку прича „Левант над Левантом“ (1996).

## Награде
Сребрном медаљом Универзитета уметности у Београду, награђен је за допринос у педагошком раду, 2009. године. На конкурсима Удружења композитора Србије, композиције „Мелодија“ (за соло флауту и хор флауту) и „Танго B-A-C-H“ (за велики симфонијски оркестар), награђене су I и III наградом.

## Одабрана дискографија
Класична музика
- ЛП Милош Петровић - Six studies for two flutes and violin, Дискос
- ЛП Милош Петровић - Бах-Рамо, чембалски реситал, ПГП-РТБ, 1986.
- 2ЛП Београдски барокни квартет – Барокне трио сонате, I-II, ПГП-РТБ, 1985, 1987.
- ЛП Милош Петровић - Lei parla Italiano?, ПГП-РТБ, 1987.
- 2ЦД Милош Петровић, Српска музика за чембало I-II, SKC, 1996.
- ЦД Барконе сонате за виолину и чембало – континуо (Маја Јокановић - виолина, Милош Петровић - Чембало, Тешман Живановић, виолончело), ПГП-РТС, 1999.

Рок музика
- Сингл Џакарта - Америка/Пут За Бајано, ПГП-РТБ, 1983.
- Сингл Џакарта - Спиритус/Проблем, ПГП-РТБ, 1984.
- ЛП Џакарта - Маске за двоје, ПГП-РТБ, 1984.
- ЛП Џакарта - Бомба у грудима, ПГП-РТБ, 1986.

Џез
- ЛП Jazzy - Jazzy, ПГП-РТБ, 1982.
- ЛП Jazzy - Wake up and jazzy!, ПГП-РТБ, 1987.

World music
- Трио Jazzy (Петровић-Блам-Јелић), „Историја Византије” (MC, ауторско издање, 1989/реиздање WMAS Records, 2012)
- Милош Петровић - Историја Византије No. 1, Sorabia, Ниш, 1991.
- Дуо „Levantines” (Милош Петровић и Папа Ник) - MC (Mr. Sound, 1993)
- Милош Петровић - Историја Византије No. 2, Vertical Jazz, 1994.
- Трио „Floridis - Петровић - Папа Ник” - Syrtis Mayor, Ano Kato, 1997.
- Марковић-Петровић South Quartet - The Past Continuous, ПГП-РТБ 1998.
- Марковић-Петровић South Quartet - Around Balkan Midnight, Vertical Jazz, 1999.
- Милош Петровић - Осамнаест етно-џез тема, издање аутора, 1999.
- Levant Music Live – „Rolling Sun” (Милош Петровић, Папа Ник, Владана Марковић, Миша Блам), Vertical Jazz, 2000.
- Левантино, Милош Петровић & Bellotti Quartet ПГП-РТС, 2001.
- Милош Петровић - компилација уз часопис Кораци, св. 6-7, Крагујевац, 2007.
- Милош Петровић - компилација уз часопис Етноумље (reprint), двоброј 9-10, Јагодина, 2009.[4]